# Parc Nacional de Santa Teresa

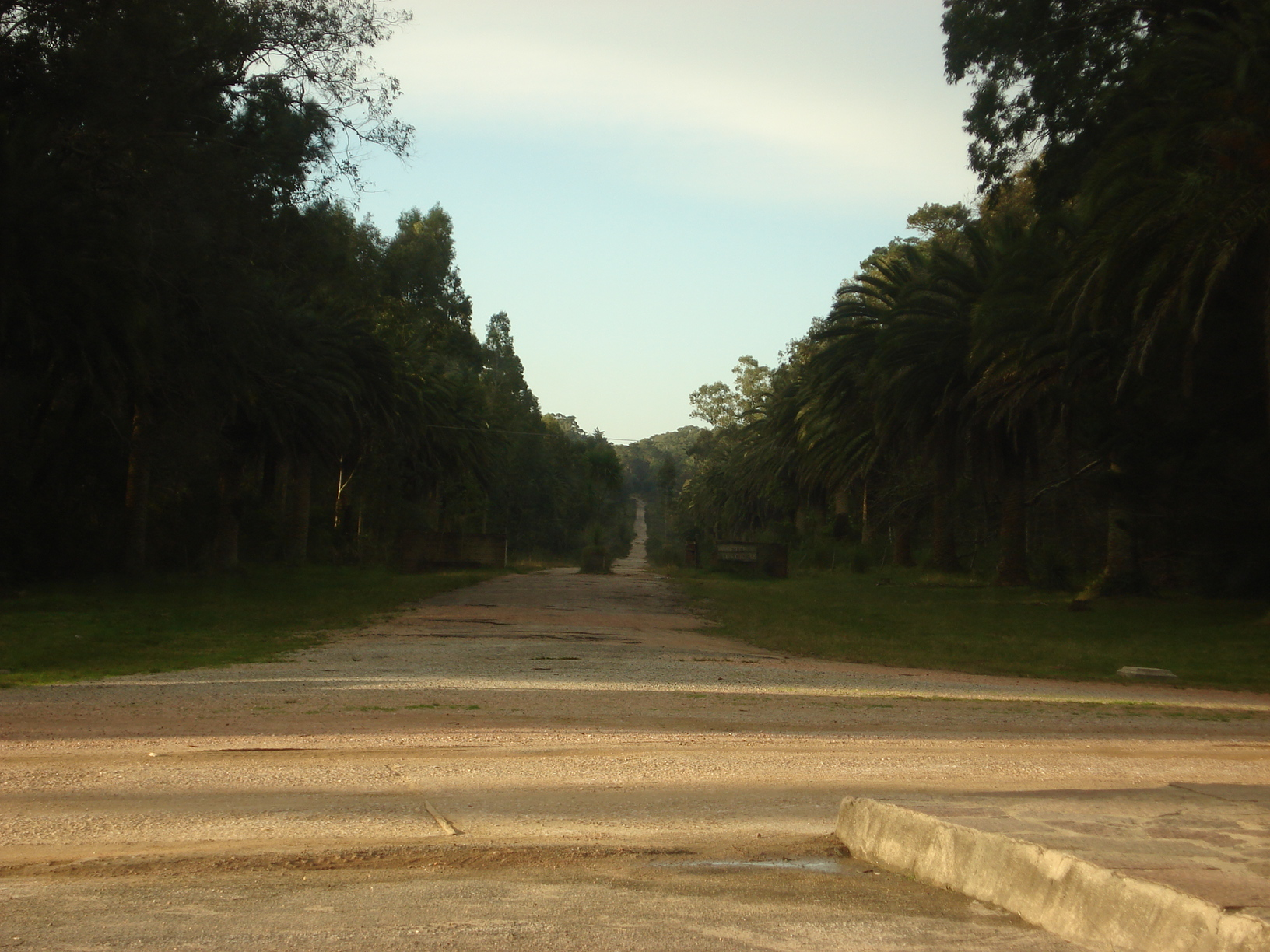
Vista del parc

El Parc Nacional de Santa Teresa (en castellà i oficialment, Parque Nacional de Santa Teresa) és un parc de l'est de l'Uruguai.
El parc es troba sobre la costa de l'Atlàntic, 35 quilòmetres al sud del Chuy, departament de Rocha, per la ruta nacional 9.
Té aproximadament 3.000 hectàrees amb més de 2 milions d'arbres i el jardí de roses més gran del país amb 330 espècies diferents. A més hi ha la Fortalesa de Santa Teresa, una fortificació colonial portuguesa del segle xviii, i un parc natural protegit que forma part del Conveni de Ramsar, el Cerro Verde.